# تاتا کامیونیکیشنز
تاتا کامیونیکیشنز (انگلیسی: Tata Communications) شرکت مخابرات هندی است، که در سال ۱۹۸۶ تأسیس شد.